# Kewaskum
Kewaskum is een plaats (village) in de Amerikaanse staat Wisconsin, en valt bestuurlijk gezien onder Washington County.

## Demografie
Bij de volkstelling in 2000 werd het aantal inwoners vastgesteld op 3274. In 2006 is het aantal inwoners door het United States Census Bureau geschat op 3970, een stijging van 696 (21,3%).

## Geografie
Volgens het United States Census Bureau beslaat de plaats een oppervlakte van 3,8 km², geheel bestaande uit land. Kewaskum ligt op ongeveer 319 m boven zeeniveau.

## Plaatsen in de nabije omgeving
De onderstaande figuur toont nabijgelegen plaatsen in een straal van 20 km rond Kewaskum.

## Inwoner
De langebaanschaatser Jordan Stolz woont in Kewaskum.